# Ian Halperin
Pour les articles homonymes, voir Halperin.
Ian Halperin (né en 1964 à Montréal, Québec) est un journaliste d'enquête et auteur québécois travaillant principalement à New York.

## Biographie
Il collabore à plusieurs publications, telles que In Touch Weekly et Rolling Stones, et émissions de télévision. Il est également l'auteur et le coauteur de plusieurs ouvrages, parfois controversés, portant sur le milieu de la mode ou sur des vedettes comme Kurt Cobain, Céline Dion, Guy Laliberté et Michael Jackson.
Ian est collaborateur hebdomadaire dans l'émission DH en 90 minutes de Dany Houle à CHOI RADIO X 98.1 à Québec.

## Livres comme auteur ou coauteur
- Celine Dion: Behind The Fairytale - A Very, Very, Unauthorized Biography, 1997
- Who Killed Kurt Cobain? The Mysterious Death of an Icon, avec Max Wallace, 1998
- Shut Up and Smile: Supermodels, the Dark Side (trad. sous le titre: Top models : les coulisses de la gloire), 1999
- Fire and rain : The James Taylor Story, 2000
- Best Ceos: How the Wild, Wild Web Was Won, 2000
- Bad And Beautiful: Inside the Dazzling and Deadly World of Supermodels, 2002
- Love & Death: The Murder of Kurt Cobain avec Max Wallace, 2004
- Hollywood Undercover : Revealing the Sordid Secrets of Tinseltown, 2007
- Guy Laliberté: The Fabulous Story of the Creator of Cirque du Soleil (trad. sous le titre: Guy Laliberté : La vie fabuleuse du créateur du Cirque du Soleil), 2009
- Michael Jackson : Les dernières années, 2009